# Pena de quererte
«Pena de quererte» es una composición en género flamenco, por tientos, con letra de José Antonio Ochaíta y Xandro Valerio, composición musical de Juan Solano, grabada por primera vez en 1964.

## Historia
Los tientos “Pena de quererte” fueron grabados por primera vez por la cantaora Luisa Ortega para la discográfica Philips en 1964 dentro de un disco sencillo editado en 1966, acompañada a la guitarra de Manuel Moreno y la Orquesta Sinfónica de Castilla con arreglos y dirección de Rafael Ibarbia, se incluyeron también en 1969 en el LP "Canta Luisa Ortega".
Marifé de Triana los registró en 1965 para Columbia acompañada por la orquesta de Indalecio Cisneros, para el espectáculo "La niña de Agualucero".
Otras versiones de interés fueron las interpretadas por Gloria Romero en 1966 para discos Sesión o por Amina en 1971 para discos Clave acompañada de Felipe Campuzano al piano y de los guitarristas Félix de Utrera y Enrique Abadía. También Argentina Coral registró estos tientos para la discográfica Belter en 1965 junto a los guitarristas Pepe Rumbero y Ramón Gómez.